# Horst Bednareck
Horst Bednareck (* 18. März 1930 in Berlin; † 19. Juni 2015 ebenda) war ein deutscher Gesellschaftswissenschaftler.

## Leben
Bednareck war das älteste von sechs Kindern einer Berliner Arbeiterfamilie.
Er engagierte sich in der Freien Deutschen Jugend (FDJ), war Transportarbeiter und nach dem Zweiten Weltkrieg tätig im Freien Deutschen Gewerkschaftsbund (FDGB) Groß-Berlin und in der Sozialistischen Einheitspartei Deutschlands (SED).
Er war Mitverfasser sowie Herausgeber von Veröffentlichungen zur deutschen Sozial- und Gewerkschaftspolitik sowie zur Geschichte der DDR. Unter anderem war er 2007 auch Gründungsvorsitzender des Vereins Freie Deutsche Gewerkschaften Förderverein zur Geschichte der Deutschen Gewerkschaftsbewegung (VFDG).
Bednareck war unter anderem auch Mitglied des Vereins Gesellschaft zum Schutz von Bürgerrecht und Menschenwürde und der Vereinigung der Verfolgten des Naziregimes – Bund der Antifaschistinnen und Antifaschisten (VVN-BdA). Für die Website des Bundes der Antifaschistinnen und Antifaschisten-Köpenick ermittelte er rund tausend Namen von verfolgten Köpenicker NS-Opfern und deren Schicksale (siehe hierzu auch Liste der Stolpersteine in Berlin-Köpenick).
Bednareck war Mitglied der Partei Die Linke. Er lebte zuletzt im Seniorenheim Bethel in Köpenick und starb im Alter von 85 Jahren. Aus seiner Ehe mit Christel Bednareck (1933–2013), die als FDGB-Mitglied Abgeordnete der Volkskammer war, gingen zwei gemeinsame Söhne hervor.
Der Journalist Wolfram Adolphi rezipierte ihn unter Bezugnahme auf Bednarecks Aufsatz Vom Aufbruch bis zum Zusammenbruch. Möglichkeiten, Chancen und Grenzen des demokratischen Blocks und der Nationalen Front der DDR, der in Band 4 von Ansichten zur Geschichte der DDR 1994 veröffentlicht wurde, mit den Worten: „Auch Horst Bednareck gehört zu den DDR-Historikern, die sich nach 1989 (Deutsche Wiedervereinigung) in den Streit um die Deutung der DDR-Geschichte mit kritisch-selbstkritischen Arbeiten einmischten.“